# 쇼 야노
쇼 야노(영어: Sho Timothy Yano, 일본어: 矢野 祥, 1990년 10월 22일 ~ )는 아시아계 미국인 신동이자 의사이다.

## 생애

#### 유년 시절과 교육 (1990~1998)
쇼 야노의 아버지인 카츠라 야노는 일본 출신이고, 어머니인 진경혜는 대한민국 출신이다. 쇼는 3살 때, 어머니가 치는 쇼팽의 왈츠곡을 듣고 즉흥으로 연주했다고 한다. 곧이어 그는 지능지수(IQ) 145 이상의 학생만 갈 수 있는 멀맨영재 학교(Mirman School)에 입학하였다. 영재 학교에 들어가기 위한 면접에서, 심리학자가 측정한 그의 지능 지수(IQ)는 200이상으로 측정 불가였다고 한다.

#### 대학 입학 이후 (1999~)
월반을 거듭한 그는 어머니의 홈스쿨링 지도를 받으며 8살에 SAT에서 1600점 만점에 1500점을 받고, 9살에 로욜라 대학교(Loyola University Chicago)에 입학한다. 당시, 쇼 야노는 전미 최연소 대학 입학생으로 주목을 받았다. 그는 로욜라 대학에서 4.00 만점에 3.99라는 학점을 받고, 최우수 졸업생(Summa Cum Laude)으로 12살에 대학을 졸업하였다. 곧이어 12세 때 그는 시카고 대학 의과대학원(University of Chicago Pritzker School of Medicine)에서 생물학 박사과정과 의학박사 과정을 동시에 이수하는 메디컬 사이언티스트(M.D/Ph.D)프로그램을 시작했다. 미국 역사상 최연소로 생물학박사(18세, 분자유전학과 세포학)와 의학 박사(21세)를 받았다.현재 시카고대학 부속병원에서 소아신경과 수련의 과정을 밟고 있다.
'''''''''그의 여동생인 사유리 야노'''''''(영어: Sayuri Yano, 1996년 출생)
역시 신동으로, 10살의 나이에 장학생으로 시카고의 트루먼 대학에 입학하였다.
모든 과목을 만점으로 수료한 후 루즈벨트 대학 장학생으로 편입해 13살 때 의예과 과정인 생물학으로 학사를 받았다.( B.S. in Biology)
음악적 재능도 뛰어나 14살에 세계적으로 유명한 존스합킨스 대학 피바디 음악원에 장학생으로 입학했다. 현재 3학년으로 바이얼린을 전공하고 있다.